# Ispovjedna Crkva
Ispovjedna Crkva (njemački: Bekennende Kirche) je kršćanski pokret otpora nacionalsocijalističkom (nacističkom) režimu.
Osnovana je u rujnu 1933. godine tijekom pritisaka na protestantske crkve da se spoje u Njemačku Crkvu Reicha koja je trebala propagirati nacizam. 
Svaki otpor je značio prelazak u ilegalu. Razočarani ponašanjem Crkve, a Njemačka je podijeljena na katolički i protestanski dio, neki ugledni teolozi, kao što su Karl Barth, Dietrich Bonhoeffer i Martin Niemöller osnovali su ovu organizaciju. 
Deklaracijom iz Barmena 1934. godine ogradili su se rekavši da "nisu organ države". Sakrivali su Židove. Neki od vođa su odvedeni u konc-logore, a Bonhoeffer je i obješen.
U svojoj knjizi "Cijena učeništva" pastor Bonhoeffer, govori da su vremena u kojima se sada nalazi njemački narod pravi Božji test. Knjiga je objavljena 1937. godine.